# Christel Anderberg
Christel Margareta Anderberg, född Gärdin 22 april 1943 i Östersund, död 17 februari 2021 i Täby, var en svensk åklagare  och politiker (moderat), som var riksdagsledamot 1991–2002 för Dalarnas läns valkrets.